# Touffailles
Touffailles é uma comuna francesa na região administrativa da Occitânia, no departamento de Tarn-et-Garonne. Estende-se por uma área de 24.34 km², e possui 342 habitantes, segundo o censo de 2018, com uma densidade de 14 hab/km².